# 1982年岡比亞大選
甘比亞於1982年5月4日至5日舉行大選。甘比亞於1982年3月修憲後，總統首次與國民議會一起通過普選產生。總統選舉與國民議會選舉均由人民進步黨獲勝，其領導人達烏達·賈瓦拉繼續擔任甘比亞總統。